# Ernest Airlines

La rete dei servizi nel 2018/2019

Ernest S.p.A., commercialmente nota come Ernest Airlines, è stata una compagnia aerea a basso costo, fondata a Milano nell'ottobre 2015 con l'obiettivo di sviluppare il traffico tra l'Italia, l'Albania, l'Ucraina e, successivamente, altri mercati.

## Storia
Ernest S.p.A. fu fondata il 16 ottobre 2015 a Milano ed iniziò le attività il 1º luglio dell'anno successivo con voli regolari tra l'Italia e l'Albania con il marchio Fly Ernest ed in collaborazione con altri vettori italiani. Tale attività proseguì fino al 26 marzo 2017, in attesa di ottenere autorizzazioni e certificazioni per operare come compagnia aerea italiana.
L’11 aprile 2017 l'ENAC (Ente Nazionale dell’Aviazione Civile) rilasciò l’AOC e la licenza d'esercizio di operatore aereo per il trasporto passeggeri, merci e posta; i voli di linea "italiani" debuttarono il 1º giugno 2017 dalla base operativa di Milano-Malpensa con un collegamento per Tirana, operato con un velivolo Airbus A319.
Successivamente la compagnia ampliò la flotta con altri velivoli del tipo Airbus A.320 e inaugurò nuove rotte, sempre puntando sulle destinazioni dell'Europa orientale (Ucraina e Romania in primis), ritenute meno "affollate" e quindi economicamente appetibili. Contestualmente la società annunciò che, entro il 2025, avrebbe avuto una flotta composta da 20 aeromobili, tutti di costruzione Airbus, tra i quali un Airbus A.320neo (di cui Ernest sarebbe stata il primo acquirente italiano).
Il 13 giugno 2019 Ernest Airlines e l'aerolinea russa Pobeda (sussidiaria di Aeroflot) siglarono un accordo di code sharing per lo sviluppo dei collegamenti tra l'Italia e la Russia: ai sensi di tale accordo erano previsti 10 collegamenti tra altrettanti aeroporti italiani e quello di Mosca-Vnukovo, tutti con la sigla EG di Ernest Airlines.
Il 29 dicembre 2019 ENAC comunicò di avere sospeso temporaneamente la licenza di esercizio a partire dal 13 gennaio 2020, ma con possibilità di revoca. Il 10 gennaio 2020, con un comunicato pubblicato sul proprio sito internet, Ernest Airlines comunicò la sospensione temporanea di tutti i voli a partire dal giorno successivo. Il 23 novembre 2020, il Tribunale di Milano dichiarò il fallimento di Ernest Airlines.

## Destinazioni
A fine 2019 Ernest Airlines toccava un totale di 20 destinazioni: in ambito nazionale gli aeroporti di Bergamo, Bologna, Genova, Milano-Malpensa, Napoli, Pisa, Roma-Fiumicino, Verona e Venezia; i collegamenti internazionali erano invece da e per Charkiv, Kiev, Leopoli, Odessa e Tirana.

## Flotta
A fine 2019 la flotta di Ernest Airlines era composta dai seguenti aeromobili:
A partire dal gennaio 2020, tutti gli aeromobili sono stati restituiti ai rispettivi proprietari.